# محوطه چوبین ۲
محوطه چوبین ۲ مربوط به عصر آهن - دوره هخامنشی است و در شهرستان فارسان، بخش مرکزی، ۶ کوچه مشمال غرب فارسان، درهٔ چوبین واقع شده و این اثر در تاریخ ۲۷ اسفند ۱۳۸۷ با شمارهٔ ثبت ۲۶۵۵۲ به‌عنوان یکی از آثار ملی ایران به ثبت رسیده است.